# KBO 리그 홀드 관련 기록
홀드는 승리나 세이브를 기록하지 못했지만, 세이브 규정을 갖추면서 경기 도중 물러난 투수에게 부여하는 기록으로 KBO 리그에서는 2000년에 신설되었다. 한국 프로 야구에서 100홀드를 처음으로 달성한 선수는 2010년까지 LG에서 활약하고 은퇴한 류택현 선수로 통산 103홀드를 기록하였으나 SK 와이번스의 정우람선수가 2011년 6월 11일광주 KIA 타이거즈전에 등판하여 홀드를 기록하면서 통산 최다홀드 신기록을 세우게 된다.

## 통산 기록

### 순위
- - 아래 기록은 2024년 9월 11일 현재 기록이다.

| 순위 | 홀드 수 | 선수   | 소속                                                      | 기간        | 시즌 수 | 통산 경기수 | 주석 및 기타 |
| ---- | ------- | ------ | --------------------------------------------------------- | ----------- | ------- | ----------- | ------------ |
| 1    | 177     | 안지만 | 삼성 라이온즈                                             | 2003 - 2016 | 14시즌  | 593         |              |
| 2    | 159     | 권혁   | 삼성 라이온즈 - 한화 이글스 - 두산 베어스                 | 2002 - 2020 | 18시즌  | 781         |              |
| 3    | 157     | 진해수 | 기아 타이거즈 - SK 와이번스 - LG 트윈스 - 롯데 자이언츠   | 2006 - 2024 | 17시즌  | 785         |              |
| 4    | 145     | 정우람 | SK 와이번스 - 한화 이글스                                 | 2004 - 2023 | 18시즌  | 973         |              |
| 5    | 137     | 김상수 | 삼성 라이온즈 - 넥센 - 키움 - SSG 랜더스 - 롯데 자이언츠  | 2008 - 2024 | 16시즌  | 542         |              |
| 6    | 127     | 김진성 | SK 와이번스 - 넥센 히어로즈 - NC 다이노스 - LG 트윈스     | 2005 - 2024 | 20시즌  | 688         |              |
| 7    | 122     | 류택현 | OB 베어스 - LG 트윈스                                     | 1994 - 2014 | 20시즌  | 901         |              |
| 8    | 121     | 정대현 | SK 와이번스 - 롯데 자이언츠                               | 2001 - 2016 | 16시즌  | 662         |              |
| 9    | 118     | 이상열 | 한화 이글스 - 현대 유니콘스 - 우리 - 히어로즈 - LG 트윈스 | 1996 - 2014 | 17시즌  | 752         |              |
| 10   | 116     | 강영식 | 해태 타이거즈 - 삼성 라이온즈 - 롯데 자이언츠             | 2000 - 2017 | 18시즌  | 750         |              |
| 11   | 114     | 한현희 | 넥센 - 키움 - 롯데 자이언츠                               | 2012 - 2024 | 12시즌  | 425         |              |
| 12   | 113     | 이동현 | LG 트윈스                                                 | 2001 - 2019 | 15시즌  | 701         |              |
| 13   | 112     | 정우영 | LG 트윈스                                                 | 2019 - 2024 | 6시즌   | 284         |              |
| 14   | 111     | 윤길현 | SK 와이번스 - 롯데 자이언츠                               | 2002 - 2019 | 16시즌  | 635         |              |
| 15   | 110     | 주권   | Kt wiz                                                    | 2015 - 2024 | 10시즌  | 404         |              |

### 기록 추이
| # | 기록    | 선수   | 소속 | 날짜         | 구장 | 상대 팀 | 경기 결과 | 달성 당시 나이  | 경기 수 | 주석 및 기타                                                                            |
| | 80홀드  | 차명주 | 한화 | 2006.        |      |         |           |                 |         | 마지막 홀드 (2006년 은퇴)                                                               |
| | 81홀드  | 류택현 | LG   | 2007. 06. 30 | 광주 | KIA     | 5 - 2     |                 |         | 5-2로 앞선 8회 2사 후에 등판 한 타자 상대함                                             |
| | 100홀드 | 류택현 | LG   | 2009. 07. 05 | 잠실 | 두산    | 4 - 5     | 37세 8개월 13일 | 767경기 | 4-2로 앞선 8회초 2사 1루 상황에서 등판. 한 타자 범타 처리.                              |
| * 최연소 100홀드: SK 정우람- 25세 11개월 17일 (2011년 5월 18일, 문학 롯데 전) * 최소 경기 100홀드: 삼성 권혁- 400경기 (2012년 8월 4일, 사직 롯데 전) | 100홀드 | 류택현 | LG   |              |      |         |           |                 |         |                                                                                         |
| | 103홀드 | 류택현 | LG   | 2009.        |      |         |           |                 |         |                                                                                         |
| | 104홀드 | 정우람 | SK   | 2011. 06. 21 | 광주 | KIA     | 7 - 3     | 26살 20일       | 447경기 | 4-3으로 앞선 7회 등판. 2이닝 1피안타 무실점.                                            |
| | 117홀드 | 정우람 | SK   |              |      |         |           |                 |         |                                                                                         |
| | 118홀드 | 류택현 | LG   | 2013. 07. 16 | 사직 | 롯데    | 5 - 3     |                 |         | 5-3으로 앞선 11회말 등판. 한 타자 상대 2/3이닝 1안타 무실점. (정우람은 군복무 중이었음) |
| | 122홀드 | 류택현 | LG   | 2013. 08.    |      |         |           |                 |         | 개인 마지막 홀드였음 (2014년 은퇴)                                                      |
| | 123홀드 | 안지만 | 삼성 | 2014. 06. 15 | 대구 | 두산    |           |                 |         | 3-1로 앞선 8회 1사 1·2루에 등판 ⅔이닝을 무실점으로 막음                                 |
| | 150홀드 | 안지만 | 삼성 | 2015. 06. 02 | 포항 | 롯데    | 13 - 7    |                 |         | 7회말 1사 1루 상황서 등판. 1⅔이닝을 1실점으로 막아냄                                    |

## 시즌 기록

### 개인 한 시즌 최다 홀드 기록 추이
| # | 기록   | 연도   | 선수   | 소속 | 경기수 | 승패            | 평균 자책 | 주석 및 기타         |  |
| 1 | 16홀드 | 2000년 | 조웅천 | 현대 | 74경기 | 8승 6패 8세이브 | 3.05      |                      |  |
| 2 | 18홀드 | 2001년 | 차명주 | 두산 | 84경기 | 6승 2패 1세이브 | 3.42      |                      |  |
| 3 | 22     | 2004년 | 임경완 | 롯데 | 67경기 | 4승 6패 5세이브 | 3.16      |                      |  |
| 4 | 28홀드 | 2005년 | 이재우 | 두산 | 76경기 | 7승 5패 1세이브 | 1.72      |                      |  |
|   |        |        |        | * 8월 14일 잠실 SK 전. 5-3으로 앞선 7회 1사 1루에서 구원 등판 1과 2/3이닝을 무실점으로 막고 23홀드 기록 |        |                 |           |                      |  |
| 5 | 32홀드 | 2006년 | 권오준 | 삼성 | 67경기 | 9승 1패 2세이브 | 1.69      |                      |  |
|   |        |        |        | * 9월 21일 대구 한화 전. 2-1로 앞선 7회말 구원 등판 1이닝을 무실점으로 막고 29홀드 기록(63경기)         |        |                 |           |                      |  |
| 6 | 34홀드 | 2012   | 박희수 | SK | 65경기 | 8승 1패         | 1.32      |                      |  |
|   |        |        |        | * 9월 27일 인천 한화 전. 4-1로 앞선 8회초 구원 등판 1이닝을 무실점으로 막고 33홀드 기록                 |        |                 |           |                      |  |
| 7 | 40홀드 | 2019   | 김상수 | 키움 |        |                 |           |                      |  |
| 8 | 38홀드 | 2024   | 노경은 | ssg | 83경기 | 8승5패          | 2.90      | kbo최초2년연속30홀드 |  |
|   |        |        |        | |        |                 |           |                      |  |

## 기타 기록

### 최고령 홀드 투수
| 나이            | 선수   | 소속 | 날짜         | 구장 | 상대팀 | 경기 결과 | 주석 및 기타                                                   |
| 41세 3개월 20일 | 송진우 | 한화 | 2007. 06. 05 | 수원 | 현대   |           | 4-1로 앞서던 6회 등판해 1⅔이닝을 2피안타 2삼진 1볼넷 무실점    |
| 41세 3개월 21일 | 노경은 | ssg  | 2024.07.02   | 광주 | 기아   |           | 8-5로 앞서던 6회 등판해 1 1/3이닝을 1피안타 1볼넷 2삼진 무실점 |